# 広島・ホノルル友好鳥居

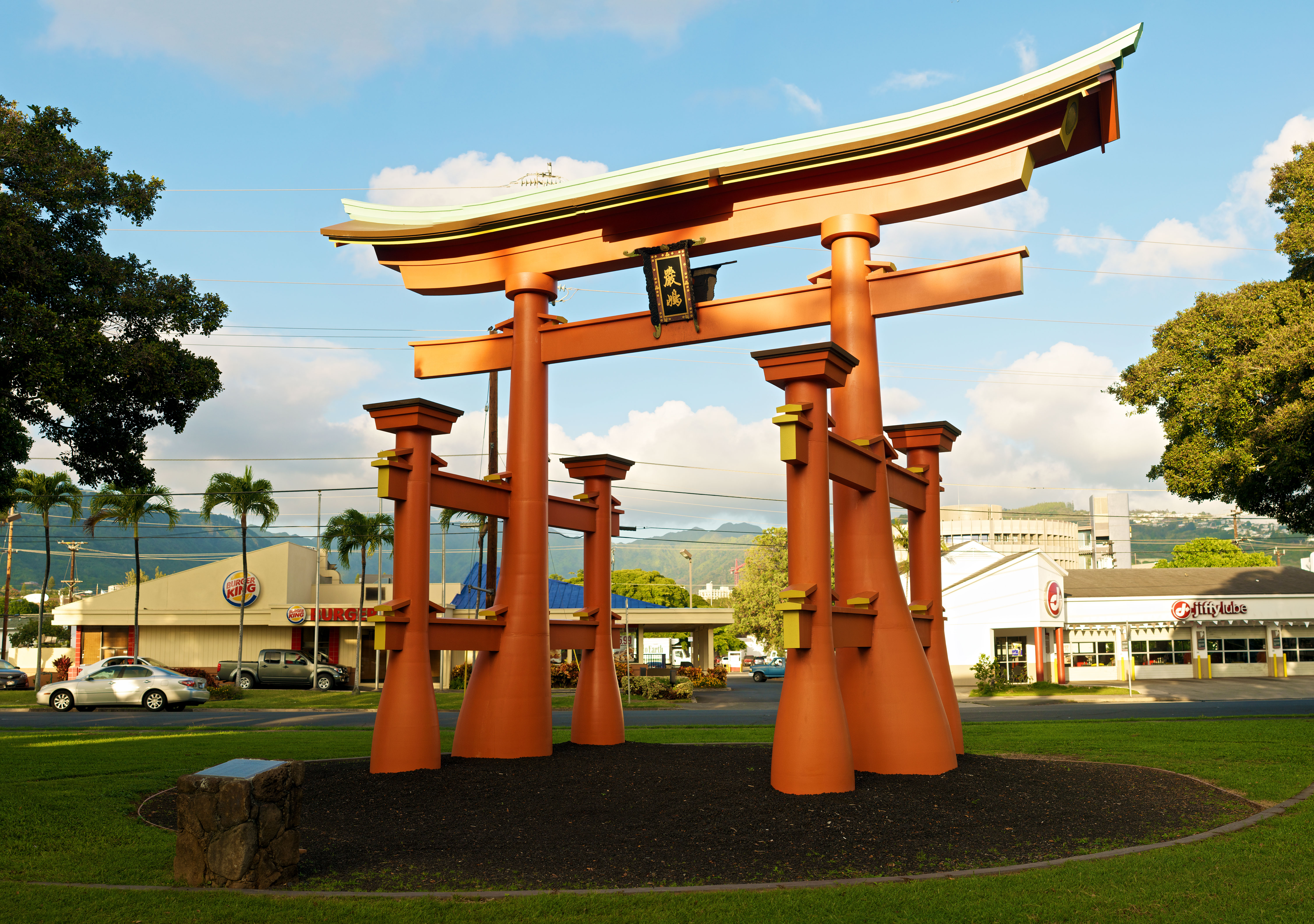
ホノルルにある厳島神社の大鳥居のレプリカ

広島・ホノルル友好鳥居（ひろしま・ホノルルゆうこうとりい、英: Hiroshima to Honolulu Friendship Torii）とは、平成14年(2002)に広島市からホノルル市へ寄贈された、宮島の厳島神社の大鳥居のレプリカ。高さ8ｍ、幅11ｍと、実物の半分のサイズである。